# Philippe Renonçay
Philippe Renonçay est un écrivain français né à Paris en 1960.

## Biographie
Philippe Renonçay est l'auteur de six romans. Il vit à Paris où il enseigne la psychologie.

## Œuvre

### Analyse
Les romans de Philippe Renonçay prennent la forme d'enquêtes dont l'issue est incertaine et le trajet mystérieux. Ils portent sur le thème du mal, de la guerre, du terrorisme et de la mémoire historique mais aussi de la soif d'absolu, et de la quête esthétique et amoureuse.
L'enquête policière et la quête philosophique ne font qu'une. Elles mettent en scène de manière originale la dimension sociale et métaphysique du mal, réactivant une mythologie des origines et de la chute, relue à la lumière de notre époque contemporaine. Son œuvre propose ainsi une anthropologie philosophique où se réalise l'articulation de la pensée avec ce qui, dans l'ambiguïté de l'expérience humaine, l'excède.
Thierry Durand, dans son article Figurations du post-divin dans le roman de l’extrême-contemporain, a analysé les rapports de l'œuvre de Philippe Renonçay avec la pensée de Friedrich Nietzsche : « Dieu est certes mort mais son ombre, et notamment la grammaire, continue de nous hanter : “Quand toutes ces ombres de Dieu cesseront-elles de nous obscurcir ? Quand aurons-nous totalement dédivinisé la nature ?” (Gai savoir, parag. 109). Pour Renonçay, il faut poursuivre l’œuvre de Nietzsche et continuer de lutter contre l’ombre immense. Les romans de Renonçay sont un combat sans merci contre la tyrannie de la fin et de l’unité qui sont, selon l’auteur, les symptômes d’un mal porté essentiellement par le langage. Le serpent se dissimule dans l’obsession pornographique pour la vérité, dans le délire attaché à la maîtrise d’un regard qui embrasserait tout. C’est la volonté scopique de vérité qui crée la vision, sa division et l’adversaire. Il faut donc introduire du non-sens, faire retour à une forme de terrorisme littéraire qui, s’il rappelle celui du surréalisme – "L’acte surréaliste le plus simple consiste, revolvers aux poings, à descendre dans la rue et à tirer au hasard, tout ce qu’on peut dans la foule"–, demeure cette fois sans l’illusion d’un d’accès possible à une réalité supérieure. L’effraction renoncienne demeure, et c’est là son objet, absolument négative ; elle travaille au non-être. »
Les quatre premiers romans de Philippe Renonçay ont fait l'objet d'une étude par Thierry Durand, professeur à l'Université de Linfield (Oregon), intitulée « Le regard du mal chez Philippe Renonçay » et publiée dans la revue Études françaises.

### Les Portraits de Laura Bloom(2019)
Emmanuel Lorne est photographe ; Hubert Leutze est taxidermiste au Muséum d’histoire naturelle. Chacun à leur manière, ils essaient, par leur art, d’arrêter le cours du temps. À un demi-siècle de distance, ils ont été confrontés à l’amour, au drame et à l’injustice de la perte. Se tisse bientôt un lien étrange entre ces deux hommes, hantés par une question universelle : jusqu’où peut-on aller pour garder l’être aimé ?
Un roman fort où les passions du siècle passé et les douleurs intimes se répondent, dans une folle ambition d’empêcher l’inéluctable.
Pierre-Edouard Peillon (Le Nouveau Magazine littéraire) écrit : « Conçu comme un miroir brisé, le récit disperse les morceaux de deux histoires d’amour tragiques, fait un crochet par la guerre d’Algérie, laisse planer l’ombre d’une obscure conspiration historique tirant le roman vers le polar et développe quelques belles réflexions sur le rôle de l’art et la mort. »
Philippe Garnier (Philosophie Magazine) : « Dans l’œuvre de Philippe Renonçay,  la vérité apparaît souvent insaisissable, doublée d’amnésie ou d’hallucination. Dans Les Portraits de Laura Bloom – et de là vient la capacité d’envoûtement de ce livre – à mesure que le récit progresse et que le suspense se construit, les indices et les signes, au lieu de se décanter, se multiplient et se densifient. »
Le Monde des livres : « placé sous le signe de Maurice Blanchot, le sixième roman de Philippe Renonçay s’aventure aux confins du vivant et de sa figuration. Jouant avec les codes de l’enquête, il aborde un tabou de la représentation humaine avec une belle élégance. »
Victorine de Oliveira (La Vie) : « Quel sens cela a-t-il de fixer une histoire d'amour ? Chacun s'essaye à résoudre la question dans une fiction qui emprunte aussi bien au roman noir - une enquête à la Philip Marlowe - qu'à la Nouvelle Vague, avec ses dialogues poétiques et ses déambulations dans Paris. »
Isabelle Theillet (Page des libraires) : « Magnifiquement écrit, ce livre est une œuvre d’art en soi. »
Sophie Joubert (L’Humanité) : « Entrecroisant deux histoires et deux époques, citant Pasolini, Hopper et Pessoa, Philippe Renonçay signe un roman à la beauté étrange sur le deuil, la persistance des images et la tentation déraisonnable de maintenir en vie les êtres aimés. »
Claire Julliard (L’Obs) écrit : « On est happé par le mystère de ce roman virtuose, labyrinthe dans lequel on déambule fasciné. »

### Le Défaut du ciel(2012)
À propos du Défaut du ciel, dans lequel le personnage principal est entraîné sur les traces d'un officier retraité de la guerre d'Indochine alors qu'il enquête sur la disparition d'un ancien ami, Jérôme Garcin écrit qu'« en quelque cent trente pages serrées comme les vis d'un cercueil, et avec une impressionnante économie de moyens, Philippe Renonçay décrit l'Histoire comme un puits sans fond où tombent, les uns après les autres, non seulement ceux qui ont du sang sur les mains, mais aussi les innocents aux mains pleines. » et remarque « sa façon de se saisir avec une grande économie de moyens de la mémoire collective ». Dans le même esprit, Jean-Claude Lebrun écrit que « le récit déplie ses différentes enveloppes. Restituant un pan ténébreux d’histoire. Comme la difficulté de la mémoire collective à l’affronter. Près de soixante-dix ans plus tard. »
Yann Moix écrit : « cette enquête se lit avec le même empressement, la même vitesse que celle que généralement l'on réserve aux chefs-d'œuvre de Simenon : mais ce Simenon-là serait visité par sa science du palimpseste, par cet autre personnage inattendu, spectral, magique qu'est Borges lui-même. C'est une version déglinguée, guerrière, de L'Aleph que Renonçay jette ici sous nos yeux, comme on balance une dépouille ensanglantée sur le seuil d'une porte de veuve. La complexité mise en œuvre ici, et qui en appelle aux meilleurs enchevêtrements de Philip Roth (je pense à La Contrevie, à Opération Shylock) repose sur ce romanesque postulat que le thème du double se mêle toujours avec bonheur à celui de la guerre. ».  
Philippe Delaroche met également en relief la filiation revendiquée du roman avec Jorge Luis Borges et le rapproche en outre de « l'un des écrivains préférés de Borges, Leo Perutz, l'auteur autrichien du génial Marquis de Bolibar, dont les cocktails à base de disparitions, de fantastique, d'existences gigognes, d'absolu, d'étrangetés maléfiques ou angéliques aux mailles si serrées que discerner le vrai du faux devient un casse-tête, laissent derrière eux une griserie sombre et, toutefois, mystérieusement attachante ». 

### Le Cœur de la lutte(2005)
Le Cœur de la lutte a pour intrigue le meurtre d'un amateur de « plaisirs solitaires », abattu de trois balles dans un sex-shop : mais était-ce lui qu'on visait ou son voisin de cabine, le trop fameux terroriste Raphael Cardoso dont la police croit savoir qu'il souhaiterait abandonner la lutte armée ? Le révolutionnaire mène l'enquête avec un temps d'avance sur la police et les services spéciaux. 
Éric Naulleau souligne « sa manière d’entrelacer une méditation en profondeur sur le terrorisme avec un impitoyable essai de situation de l’individu contemporain ». Michel Abescats écrit qu'il « joue de la grammaire du roman noir et des saveurs de l’Amérique latine pour évoquer la violence politique » et que « le livre est d’une impeccable beauté formelle, épure tragique rigoureusement composée, polyphonie de voix superbement incarnées, jeu funambule sur la corde raide des silences et des non-dits ».

### Dans la ville basse(2003)
À propos de ce roman à l'ambiance trouble et déstabilisante qui s'ouvre sur la découverte du corps d'une jeune femme méthodiquement mutilé flottant dans une cale de navire, qui fascine un photographe de guerre et un ancien soldat, Jean-Rémi Barland écrit : « Rupture de ton, changement de rythme, portraits en creux d’anti-héros que l’on croirait sortis d’une tragédie antique, ce roman crépusculaire est une fascinante réflexion sur le thème de l’attente qui rend fou. Il y a du Julien Gracq dans l’écriture onirique de Philippe Renonçay, virtuose metteur en scène de la défaite des hommes de bonne volonté, détruit par un fatum aveugle. »

### La Mécanique de la rupture(1999)
Dans La Mécanique de la rupture, Nora Foerster revient sur les traces d'un ancien amant, le terroriste Tomas Stanzel, dont le cadavre a été retrouvé torturé et déchiqueté alors même que les explosions continuent à dévaster la ville de Santa Cruz, située dans un pays d'Amérique latine indéterminé.
Thierry Durand en fait l'analyse suivante : « Messianisme et révolution, voilà donc le contexte socio-politique, un contexte bien différent de celui du premier roman, qui fournit à La mécanique de la rupture son arrière-plan à la fois historique et sociologique. Mais la révolution n’est pas chantée ; il n’y a aucune nostalgie révolutionnaire chez Renonçay. Dans le sens qu’on lui donne habituellement, c’est-à-dire le combat libérateur et instigateur, au nom du prolétariat (de l’homme par excellence), d’une avant-garde armée, elle semble même une chose du passé, un alibi derrière lequel une quête plus profonde, plus radicale est exigée. Le deuxième récit pousse le défi révolutionnaire jusque dans ses derniers retranchements ontologiques, si on peut dire : car, en fait, qu’est-ce que vouloir la révolution sinon s’en prendre à Dieu pour son mauvais gouvernement des hommes ? Dans ce roman hyper-révolutionnaire, cette question s’est imposée à Stanzel hanté par le souvenir de sa passion pour Nora : que faire face à l’échec patent de tous les projets révolutionnaires ? Que faire face au mal, ce vice de forme de l’humain ? ».

### Violet permanent(1992)
Violet permanent a pour personnage principal Anna Aubrian, une artiste exaltée tout entière tendue vers la perfection de son art, vers l’harmonie qui cherche à s’exprimer par elle au-delà de toute manifestation sensible. Elle est « soumise tout entière à une exigence qu’elle ne peut formuler et qui seule pourrait la ramener à l’unité, à la pureté dont elle rêve et qui la hante. » Ses deux amants meurent l'un après l'autre sans que la responsabilité puisse lui en être imputée directement, ce qui conduit le détective privé John Henri Written à chercher « comment Anna tue ses amants aussi impunément ». Il en vient « à pressentir un rapport fascinant et fatal qui fait que les deux amants meurent l’un après l’autre en Anna, auprès d’Anna, comme étouffés, privés d’air, "comprimés par cet être de grand format" ».